# Poltergeist (achtbaan)
Poltergeist is een stalen lanceerachtbaan in Six Flags Fiesta Texas, San Antonio, Texas.
De achtbaantrein wordt afgeschoten door middel van een Lineaire inductiemotor. Poltergeist is vergelijkbaar met The Joker's Jinx in Six Flags America, die ook in 1999 geopend werd.
Sinds het seizoen van 2002 hebben de treintjes alleen heupbeugels om de passagiers vast te houden. In 2021 was de achtbaan enkele zomermaanden gesloten zodat de achtbaan en de directe omgeving, inclusief wachtrij, vernieuwd en herschilderd konden worden.